# احسان پورشیخعلی
احسان پورشیخعلی (زاده ۱۲ فروردین ۱۳۷۱) بازیکن فوتبال اهل ایران است.
وی سابقه بازی در تیم‌های مس کرمان، نیروی زمینی تهران، خونه به خونه، مس رفسنجان و خوشه طلایی را در کارنامه دارد.